# Heinrich Feistel
Christian Heinrich Feistel (* 2. Juli 1828 in Altgommla; † 13. August 1879 in Greiz) war ein deutscher Jurist und Landtagspräsident.

## Familie
Feistel war der Sohn von Johann David Feistel, einem wohlhabenden Einwohner von Altgommla und dessen Ehefrau Johanna Christiane Rosine geborene Schenderlein aus Neugromma. Sein Bruder David Feistel war ebenfalls Landtagsabgeordneter. Feistel war evangelisch-lutherischer Konfession und heiratete am 28. September 1854 in Greiz Louise Wilhelmine Graupner (* 24. März 1836 in Greiz; † 27. August 1879 ebenda), die Tochter des Kunst- und Schönfärbermeisters Friedrich Wilhelm Graupner.

## Leben
Feistel besuchte bis 1847 das Gymnasium in Plauen und studierte von 1847 bis 1850 Staats- und Rechtswissenschaften in Leipzig. Am 25. Oktober 1850 legte er das erste Staatsexamen ab. Von 1865 bis 1869 war er Ratsassessor in Greiz und später Obergerichtsanwalt beim Justizamt Greiz. Ab dem 23. Juli 1872 war er Expropriationskommissar bei der Mehltheuer-Weidaer Eisenbahn-Gesellschaft.
Vom 16. April 1857 bis zum 15. April 1858 und vom 16. April 1861 bis zum 15. April 1864 war er Stadtverordneter in Greiz. Zwischen 1872 und 1878 war er Abgeordneter im Greizer Landtag. Von 1872 bis 1873 war er stellvertretender Landtagspräsident und von 1873 bis 1878 Landtagspräsident.